# Euclydes Marinho
Euclydes Marinho (Rio de Janeiro, 14 de fevereiro de 1950) é um autor brasileiro de telenovelas, cineasta, roteirista e produtor. Mais conhecido pela autoria em telenovelas da TV Globo durante os anos 1990, como Andando nas Nuvens e Mico Preto. Além das séries e minisséries Mulher, As Cariocas,  O Brado Retumbante e Felizes para Sempre?.

## Carreira
Enre outras obras, escreveu e dirigiu o filme Mulheres Sexo Verdades Mentiras e as minisséries O Brado Retumbante e Felizes para Sempre?.

## Trabalhos na televisão

### Telenovelas
| Ano       | Trabalho           | Escalação       | Parceiros titulares              |
| --------- | ------------------ | --------------- | -------------------------------- |
| 1981-1982 | Brilhante          | colaborador     | Gilberto Braga                   |
| 1990      | Mico Preto         | autor principal | Marcílio Moraes Leonor Bassères  |
| 1999      | Andando nas Nuvens | autor principal | Elizabeth Jhin Letícia Dornelles |
| 2002      | Desejos de Mulher  | autor principal | João Emanuel Carneiro            |

### Minisséries
| Ano  | Trabalho             | Escalação       | Parceiros titulares                                              |
| ---- | -------------------- | --------------- | ---------------------------------------------------------------- |
| 1982 | Quem Ama não Mata    | autor principal |                                                                  |
| 1984 | Meu Destino É Pecar  | autor principal |                                                                  |
| 1991 | Meu Marido           | autor principal | Lula Torres                                                      |
| 2008 | Capitu               | autor principal | Luiz Fernando Carvalho                                           |
| 2012 | O Brado Retumbante   | autor principal | Nelson Motta Guilherme Fiuza Denise Bandeira                     |
| 2015 | Felizes para Sempre? | autor principal | Ângela Carneiro Denise Bandeira Márcia Prates Bia Corrêa do Lago |

### Seriados
| Ano       | Trabalho                  | Episódio | Escalação                 | Parceiros titulares        |
| --------- | ------------------------- | --- | ------------------------- | -------------------------- |
| 1978      | Ciranda Cirandinha        | | autor secundário          |                            |
| 1979      | Malu Mulher               | | criador                   |                            |
| 1983-1986 | Caso Especial             | "Mandrake", "O Fantasma de Canterville", "Domingo em Família", "O Homem que Veio de Minas", "Casal Vintém", "Negro Léo" | autor principal           |                            |
| 1985      | Armação Ilimitada         | | criador                   | Antônio Calmon             |
| 1988      | Tarcísio & Glória         | | criador                   | Antônio Calmon             |
| 1988      | Shop Shop                 | | autor principal           |                            |
| 1994      | Confissões de Adolescente | | autor principal adaptação | Maria Mariana Daniel Filho |
| 1996      | Sai de Baixo              | episódios de 1996 | co-autoria                | Maria Carmem Barbosa       |
| 1996      | A Vida como Ela É...      | | autor principal criador   |                            |
| 1998      | Mulher                    | | autor principal criador   | Daniel Filho               |
| 2004      | A Diarista                | alguns episódios | co-autoria                | Bruno Mazzeo               |
| 2008      | Faça Sua História         | "A Última Farra" | autor principal           |                            |
| 2010      | As Cariocas               | | autor principal           |                            |
| 2014      | Eu Que Amo Tanto          | | autor principal           | [ 7 ]                      |

### Musicais
| Ano  | Trabalho              | Escalação       | Parceiros titulares |
| ---- | --------------------- | --------------- | ------------------- |
| 1979 | Mulher 80             | autor principal |                     |
| 1982 | Um facho de luz       | autor principal |                     |
| 1986 | Cida, a gata roqueira | autor principal | Roberto Talma       |
| 1987 | Antônio, o brasileiro | autor principal | Roberto Talma       |

### Especiais
| Ano  | Trabalho                 | Escalação       | Parceiros titulares |
| ---- | ------------------------ | --------------- | ------------------- |
| 1998 | Vida ao vivo show        | autor principal |                     |
| 2004 | Histórias de Cama & Mesa | autor principal |                     |
| 2005 | A História de Rosa       | autor principal | Fabrício Mamberti   |

## Trabalhos no cinema
- 2008 - Se eu Fosse Você 2 (roteirista)
- 2008 - Mulheres Sexo Verdades Mentiras (roteirista, produtor e diretor)
- 2007 - Primo Basílio (roteirista)
- 1994 - Veja Esta Canção (roteirista)
- 1983 - Bar Esperança (roteirista)
- 1982 - Beijo na Boca (roteirista)
- 1976 - Tangarela, a tanga de cristal (diretor de arte)

## Trabalhos no teatro
- 1991 - Shirley Valentine